# Jack Imperato
Jack Imperato (Dallas, Estados Unidos; 20 de febrero de 2002) es un exfutbolista estadounidense. Jugaba de centrocampista y pasó su carrera en clubes de su país y en España Se retiró muy joven a los 21 años, a causa de una lesión crónica.

## Trayectoria
Nacido en Dallas, Imperato se mudó a San José, California, con su familia a los 12 años. Entró a la academia De Anza Force en 2015, y como juvenil fue incorporado a la cantera del Villarreal en 2018, donde estuvo hasta 2021.
El 7 de abril de 2021, el centrocampista regresó a Estados Unidos y fichó en el Orange County SC de la USL Championship. Debutó el 16 de mayo ante el Tacoma Defiance.
Para la temporada 2022, Imperato fichó en el Real Monarchs de la MLS Next Pro.
En 2023 regresó a España, y se unió al AC Torrellano de la Tercera Federación.
En julio de 2023 firmó en el Algeciras CF de la Primera Federación.

## Selección nacional
Imperato es descendiente italiano. Fue internacional juvenil por Estados Unidos.

## Estadísticas
Actualizado al último partido disputado el 23 de abril de 2023.
| Club                            | Div.          | Temporada     | Liga  | Liga  | Copas nacionales | Copas nacionales | Copas internacionales | Copas internacionales | Total | Total |
| Club                            | Div.          | Temporada     | Part. | Goles | Part.            | Goles            | Part.                 | Goles                 | Part. | Goles |
| ------------------------------- | ------------- | ------------- | ----- | ----- | ---------------- | ---------------- | --------------------- | --------------------- | ----- | ----- |
| Orange County SC Estados Unidos | 2.ª           | 2021          | 3     | 0     | —                | —                | —                     | —                     | 3     | 0     |
| Orange County SC Estados Unidos | Total club    | Total club    | 3     | 0     | 0                | 0                | 0                     | 0                     | 3     | 0     |
| Real Monarchs Estados Unidos    | 3.ª           | 2022          | 10    | 0     | —                | —                | —                     | —                     | 10    | 0     |
| Real Monarchs Estados Unidos    | Total club    | Total club    | 10    | 0     | 0                | 0                | 0                     | 0                     | 10    | 0     |
| AC Torrellano · España          | 5.ª           | 2022-23       | 8     | 1     | —                | —                | —                     | —                     | 8     | 1     |
| AC Torrellano · España          | Total club    | Total club    | 8     | 1     | 0                | 0                | 0                     | 0                     | 8     | 1     |
| Algeciras CF · España           | 3.ª           | 2023-24       | 0     | 0     | —                | —                | —                     | —                     | 0     | 0     |
| Algeciras CF · España           | Total club    | Total club    | 0     | 0     | 0                | 0                | 0                     | 0                     | 0     | 0     |
| Total carrera                   | Total carrera | Total carrera | 21    | 1     | 0                | 0                | 0                     | 0                     | 21    | 1     |

## Palmarés

### Títulos nacionales
| Título           | Club             | País           | Año  |
| ---------------- | ---------------- | -------------- | ---- |
| USL Championship | Orange County SC | Estados Unidos | 2021 |